# 新導演放映室
新導演放映室是一個由香港電台製作的外判戲劇系列，特別為首次擔任導演的新人而設。 為了配合新導演躍躍欲試的心情，香港電台將主題設定為「青春」，希望導演可以將青春的能量灌注入他們的首部電視作品。 2018年3月25日起，逢星期日晚九點半於港台電視31播出。由2018年起每年製作，2021年的監製為羅志華、麥志恆和余世民。

## 評價
《新導演放映室2021》第一部作品《無名屍》，由古翔自編自導，短短30分鐘充滿驚喜。 王喜衽劇中飾演男警角色。他在網上分享其警察造型照，主要是希望大家支持香港新導演們。

## 每集主題(2021年)
| 集數 | 播映日期      | 單元主題   | 導演   | 演員                   |
| 01   | 2021年1月10日 | 無名屍     | 古翔   | 吳海昕、岑珈其、黃寶漳 |
| 02   | 2021年1月17日 | 鵝澗小人   | 潘皜暉 | 余俏瑩、徐嘉謙         |
| 03   | 2021年1月24日 | 魚眼       | 李津河 | 區嘉雯、郭爾君         |
| 04   | 2021年1月31日 | 溫小燕     | 鄺維峰 | 強尼、顏子菲           |
| 05   | 2021年2月7日  | 離地時     | 鄧俊鴻 | 黃慧慈、何曉淇         |
| 06   | 2021年2月14日 | 溺水人魚   | 張小美 | 伍詠詩、吳景隆         |
| 07   | 2021年2月21日 | 紅老師     | 梁翠影 | 鍾雨倫、歐陽偉豪       |
| 08   | 2021年2月28日 | 夕陽無限好 | 黃蘭   | 岑珈其                 |

## 外部連結
- 新導演放映室2021 （页面存档备份，存于） 香港電台電視部